# Division I 1971-1972 (pallacanestro maschile)
La Division I 1971-1972 è stata la 40ª edizione del massimo campionato belga di pallacanestro maschile. La vittoria finale è stata ad appannaggio del BUS Lier.

## Risultati

### Stagione regolare
|     | Squadra             | G  | V  | N | P  | PF | PS | Pt. | Qualificazione       |
| --- | ------------------- | -- | -- | - | -- | -- | -- | --- | -------------------- |
| 1.  | BUS Lier            | 22 | 16 | 1 | 5  |    |    | 33  | girone finale        |
| 2.  | Antwerpse           | 22 | 15 | 0 | 7  |    |    | 30  | girone finale        |
| 3.  | Royal IV Anderlecht | 22 | 15 | 0 | 7  |    |    | 30  | girone finale        |
| 4.  | Standard Liegi      | 22 | 14 | 1 | 7  |    |    | 29  | girone finale        |
| 5.  | Racing Mechelen     | 22 | 13 | 0 | 9  |    |    | 26  | girone finale        |
| 6.  | Wilrijk             | 22 | 11 | 2 | 9  |    |    | 24  | girone finale        |
| 7.  | Athlon Ieper        | 22 | 11 | 2 | 9  |    |    | 24  | girone retrocessione |
| 8.  | Avanti Brugge       | 22 | 10 | 2 | 10 |    |    | 22  | girone retrocessione |
| 9.  | Bavi Vilvoorde      | 22 | 9  | 1 | 12 |    |    | 19  | girone retrocessione |
| 10. | Okapi Aalstar       | 22 | 5  | 1 | 16 |    |    | 11  | girone retrocessione |
| 11. | Ostenda             | 22 | 4  | 0 | 18 |    |    | 8   | girone retrocessione |
| 12. | Pitzemburg-Battel   | 22 | 4  | 0 | 18 |    |    | 8   | girone retrocessione |

### Girone retrocessione
|     | Squadra           | G  | V  | N | P  | PF | PS | Pt. | Qualificazione |
| --- | ----------------- | -- | -- | - | -- | -- | -- | --- | -------------- |
| 7.  | Avanti Brugge     | 32 | 16 | 2 | 14 |    |    | 34  |                |
| 8.  | Athlon Ieper      | 32 | 16 | 2 | 14 |    |    | 34  |                |
| 9.  | Bavi Vilvoorde    | 32 | 14 | 1 | 17 |    |    | 29  |                |
| 10. | Okapi Aalstar     | 32 | 10 | 1 | 21 |    |    | 21  |                |
| 11. | Ostenda           | 32 | 10 | 0 | 22 |    |    | 20  | retrocesse     |
| 12. | Pitzemburg-Battel | 32 | 7  | 0 | 25 |    |    | 14  | retrocesse     |

### Girone finale
|    | Squadra             | G  | V  | N | P  | PF | PS | Pt. |
| -- | ------------------- | -- | -- | - | -- | -- | -- | --- |
| 1. | BUS Lier            | 32 | 23 | 1 | 8  |    |    | 47  |
| 2. | Antwerpse           | 32 | 22 | 0 | 10 |    |    | 44  |
| 3. | Royal IV Anderlecht | 32 | 19 | 1 | 12 |    |    | 39  |
| 4. | Standard Liegi      | 32 | 19 | 0 | 13 |    |    | 38  |
| 5. | Racing Mechelen     | 32 | 17 | 0 | 15 |    |    | 34  |
| 6. | Wilrijk             | 32 | 14 | 2 | 16 |    |    | 30  |

| Division I 1971-1972 |
| -------------------- |
| BUS Lier 2º titolo   |

## Formazione vincitrice
| N° | Naz.              | Ruolo | Sportivo                |  | Alt. |  |
| -- | ----------------- | ----- | ----------------------- |  | ---- |  |
|    | Belgio (bandiera) | C     | Lucien Van Kersschaever |  | 196  |  |